# Elaeocarpus reticulatus
Elaeocarpus reticulatus là một loài thực vật có hoa trong họ Côm. Loài này được Sm. mô tả khoa học đầu tiên năm 1809.

## Hình ảnh

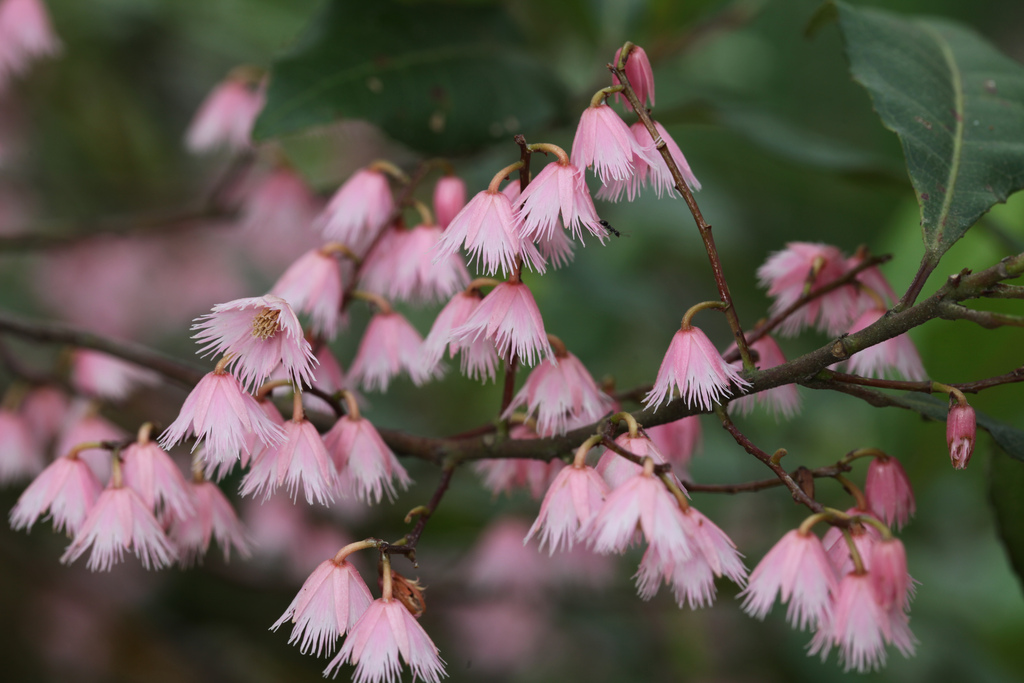
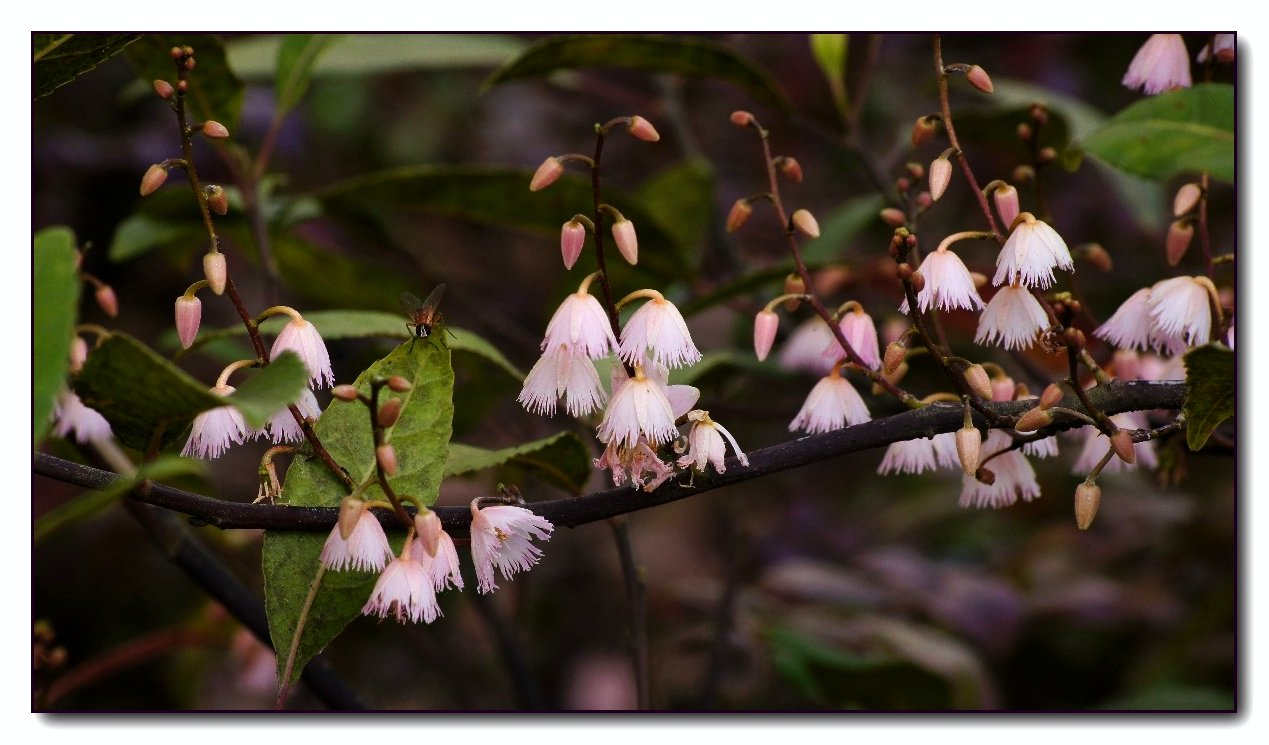
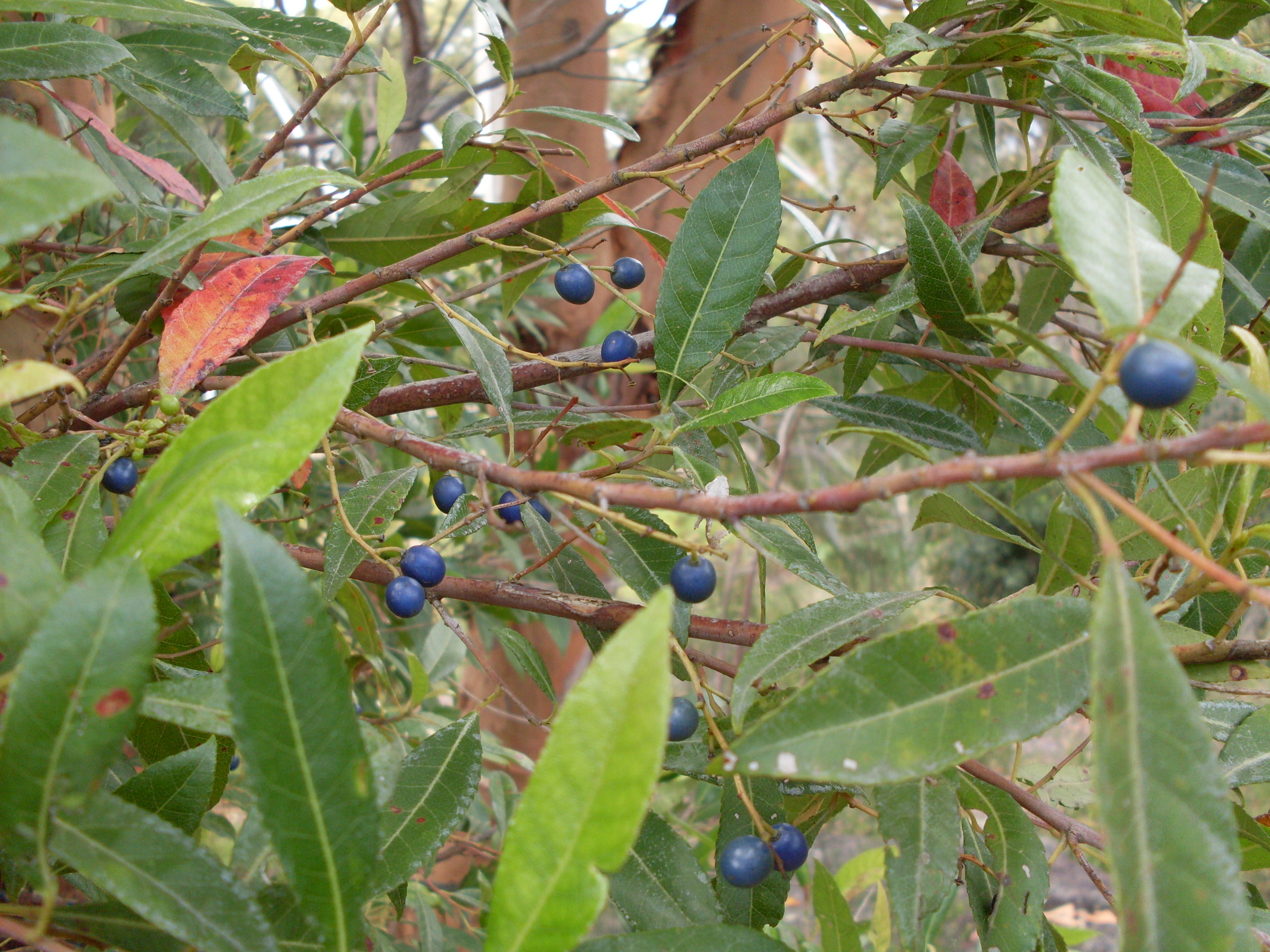
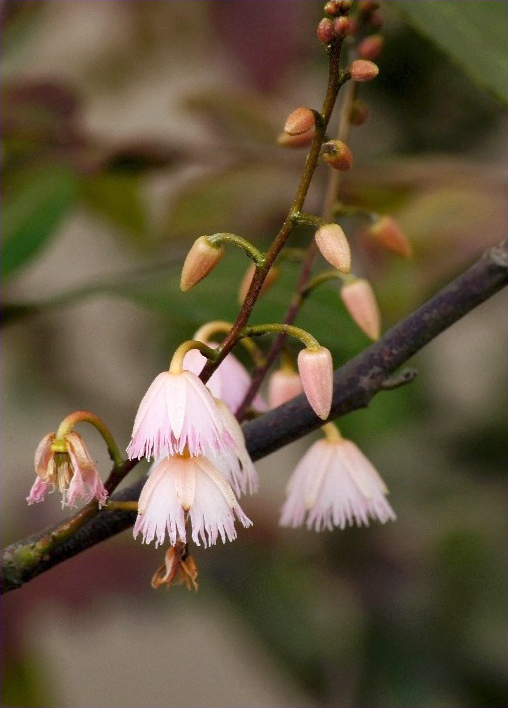